# Parteira tradicional
Um(a) atendente de parto ou parteir(a) tradicional, também conhecido(a) como atendente qualificado(a) de parto, é um(a) profissional de saúde que fornece cuidados básicos e de emergência para mulheres e seus recém-nascidos durante a gravidez, o parto e o período pós-parto. Um(a) atendente de parto, que pode ser uma parteira, médico, obstetra ou enfermeiro, é treinado(a) para estar presente no parto, seja o parto realizado em uma instituição de saúde ou em um domicílio, para reconhecer e responder adequadamente a complicações médicas, e para implementar intervenções que ajudem a preveni-las desde o início, inclusive por meio do cuidado pré-natal. Diferentes atendentes de parto são capazes de fornecer diferentes níveis de cuidado.

## Tipos de parteiras
Existem cinco tipos diferentes de parteiras. Há a enfermeira-parteira certificada, que deve obter um alto nível de educação, seja bacharelado ou mestrado em obstetrícia, após se tornar enfermeira. Enfermeiras-parteiras podem atuar na maioria dos centros de parto, hospitais e também podem ter uma prática privada de parto domiciliar.
Depois, há a Parteira Profissional Certificada. Esta parteira pode obter uma licença seguindo um aprendizado/estágio, juntamente com outras certificações. Ela deve ser aprovada em um exame em estados/países que permitem essa licença e só pode atuar em partos domiciliares.
Há também as Parteiras de Entrada Direta. Essas parteiras são treinadas por meio de um processo de aprendizado/estágio e também só têm permissão para atuar em partos domiciliares. Elas não possuem licença profissional, mas atuam como parteiras leigas onde forem necessárias.
O próximo tipo é a parteira tradicional. Essa parteira geralmente recebe formações culturais e comunitárias transmitidas ao longo de gerações. Dependendo da região, podem ser formalmente certificadas e licenciadas ou não.
O último tipo é a parteira leiga. Parteiras leigas são indivíduos que aprenderam a obstetrícia por meio de um aprendizado ou de estudo autodirigido, em vez de uma formação formal. Elas podem prestar cuidados e realizar partos fora de um ambiente médico.

## Atendente de parto versus assistente de parto
Deve-se distinguir entre "atendente de parto" e outros que podem fornecer apoio e cuidados durante a gravidez e o parto, com base no treinamento e nas habilidades profissionais, nas regulamentações de prática, bem como na natureza do cuidado prestado. Atendentes de parto são tipicamente treinados para realizar funções clínicas de cuidados obstétricos e neonatais básicos e de emergência, incluindo administração de antibióticos parenterais, ocitócicos e anticonvulsivantes; remoção manual da placenta; retirada de restos placentários; parto vaginal assistido; e reanimação neonatal. Dependendo do escopo de prática legal, isso também pode incluir a realização de cesarianas.
Um assistente de parto, também conhecido como doula, "trabalhador de parto", "apoio ao trabalho de parto", "treinador de parto" ou "educador de parto", é alguém diferente dos anteriores que fornece apoio emocional, cuidados gerais e conselhos a mulheres e famílias durante a gravidez e o parto. Uma doula geralmente oferece serviços de apoio à família nas semanas após o nascimento  e também pode auxiliar durante o trabalho de parto e o parto ("doula de parto").
Em muitos países em desenvolvimento, uma parteira tradicional, também conhecida como atendente de parto tradicional, é uma pessoa que fornece cuidados e conselhos básicos de gravidez e parto baseados principalmente na experiência e no conhecimento adquiridos informalmente por meio das tradições e práticas das comunidades onde se originaram. Geralmente não possuem formação em saúde moderna e não estão sujeitas a regulamentação profissional.